# 142857 (număr)
Numărul 142857 este perioada fracției 1/7 = 0,(142857). Este cel mai bine cunoscut număr ciclic în baza 10. Dacă este înmulțit cu 2, 3, 4, 5 sau 6, rezultatul va fi o permutare ciclică a lui însuși și va corespunde perioadelor lui 2/7, 3/7, 4/7, 5/7, respectiv 6/7.
Este un număr Kaprekar.

## Calcul
1 × 142857 = 142857
2 × 142857 = 285714
3 × 142857 = 428571
4 × 142857 = 571428
5 × 142857 = 714285
6 × 142857 = 857142
7 × 142857 = 999999
Dacă se înmulțește cu un număr întreg mai mare de 7, există un proces simplu pentru a ajunge la o permutare ciclică de 142857. Adăugând cele șase cifre din dreapta (de la unu la suta de mii) la cifrele rămase și repetând acest proces până când rămân doar șase cifre, va avea ca rezultat o permutare ciclică de 142857:
142857 × 8 = 1142856
1 + 142856 = 142857
142857 × 815 = 116428455
116 + 428455 = 428571
1428572 = 142857 × 142857 = 20408122449
20408 + 122449 = 142857
Prin acest proces, înmulțirea cu un multiplu de 7 va avea ca rezultat 999999:
142857 × 74 = 342999657
342 + 999657 = 999999
Dacă se ridică la pătrat ultimele trei cifre și apoi se scade pătratul primelor trei cifre se obține o permutare ciclică a numărului.
8572 = 734449
1422 = 20164
734449 − 20164 = 714285
Este perioada zecimală a numărului rațional 1/7 = 0,(142857). Astfel, multiplii lui 1/7 sunt copii repetate ale multiplilor corespunzători ai lui 142857:
{\displaystyle {\begin{aligned}{\tfrac {1}{7}}&=0,142857\,142857\ldots \\[3pt]{\tfrac {2}{7}}&=0,285714\,285714\ldots \\[3pt]{\tfrac {3}{7}}&=0,428571\,428571\ldots \\[3pt]{\tfrac {4}{7}}&=0,571428\,571428\ldots \\[3pt]{\tfrac {5}{7}}&=0,714285\,714285\ldots \\[3pt]{\tfrac {6}{7}}&=0,857142\,857142\ldots \\[3pt]{\tfrac {7}{7}}&=0,999999\,999999\ldots =1\\[3pt]{\tfrac {8}{7}}&=1,142857\,142857\ldots \\[3pt]{\tfrac {9}{7}}&=1,285714\,285714\ldots \\&\,\,\,\vdots \end{aligned}}}

## Legătura cu eneagrama
Șirul de numere 142857 este folosit în eneagrama din Fourth Way de Georges Ivanovitch Gurdjieff pentru a explica și vizualiza dinamica interacțiunii dintre cele două mari legi ale Universului (conform lui Gurdjieff), „Legea lui Trei” și „Legea lui Șapte”. Mișcarea numerelor lui 142857 împărțit la 1/7, 2/7 etc. și mișcarea ulterioară a eneagramei sunt descrise în dansurile sacre ale lui Gurdjieff cunoscute sub numele de „mișcări”.